# Volksbank Herford-Mindener Land
Die Volksbank Herford-Mindener Land eG war eine Genossenschaftsbank mit Sitz in Herford. Die eingetragene Genossenschaft entstand durch die im Jahr 2020 beschlossene Fusion der Volksbank Bad Oeynhausen-Herford und der Volksbank Mindener Land. 
Die Volksbank Herford-Mindener Land fusionierte im Jahr 2024 mit der Volksbank Bielefeld-Gütersloh eG zur Volksbank in Ostwestfalen eG.

## Geschäft
Die Bank betrieb 44 Geschäftsstellen und 16 SB-Geschäftsstellen. Schwerpunkt des Geschäfts war das Einlagen- und Kreditgeschäft. Daneben erwirtschaftete die Bank ein Provisionsergebnis hauptsächlich durch den Verkauf der Produkte der Verbundgesellschaften. Das Immobiliengeschäft war durch die Tochtergesellschaft „VB-ImmobilienCenter GmbH“ abgedeckt. Das Geschäftsgebiet umfasste den Kreis Herford und das Gebiet des bis 1972 bestehenden Kreises Minden.
Die Bank hatte im Jahr 2022 614 Mitarbeiter, 77.976 Genossenschaftsmitglieder und eine Bilanzsumme von 4.649 Mio. Euro. Verwaltungssitze waren Herford und Minden, juristischer Sitz war Herford.